# Sikorz
Sikorz (niem. Schönhorst) – wieś w Polsce położona w województwie kujawsko-pomorskim, w powiecie sępoleńskim, w gminie Sępólno Krajeńskie.
Prywatna wieś szlachecka położona w ziemi płockiej była własnością Piotra Karnkowskiego od 1583 roku.
W latach 1954–68 w granicach miasta Sępólno Krajeńskie.
W latach 1975–1998 miejscowość administracyjnie należała do województwa bydgoskiego. Według Narodowego Spisu Powszechnego (III 2011 r.) liczyła 290 mieszkańców. Jest dziesiątą co do wielkości miejscowością gminy Sępólno Krajeńskie.